# Haftvermittler
Haftvermittler im engeren Sinne sind Substanzen, die in der Grenzfläche unmischbarer Stoffe eine enge physikalische oder meist chemische Bindung herstellen.
Haftvermittler werden in manchen Zusammenhängen auch als Primer (lateinisch: primus – erster) bezeichnet.
Haftvermittler im weiteren Sinne können sehr unterschiedliche Wirkmechanismen aufweisen.
Beispiele sind etwa der Tiefgrund sowie der Spritzbewurf, die auf unterschiedliche Weise die Haftung von Wandputz auf bestimmten Untergründen verbessern.

## Grundlagen
Haftvermittler verbessern die Haftung von Verklebungen und Beschichtungen auf dem Untergrund. Sie werden insbesondere zur Herstellung stark beanspruchbarer Verbindungen benötigt, so etwa in der Dentaltechnik, bei Lackierungen für ungünstige Witterungs- oder Korrosionsverhältnisse und bei problematischen Substraten wie Polyolefin-Folien.
Die Haftfestigkeit von Beschichtungen ist definiert als Maß für den Widerstand einer Beschichtung gegen ihre mechanische Trennung vom Untergrund, ihre Prüfung ist in einer Vielzahl von DIN- und ISO-Normen standardisiert. Durch Erhöhung der Haftfestigkeit wird allgemein eine verbesserte Resistenz gegen Wasser, Chemikalien und klimatische Einflüsse sowie ein verbesserter Korrosionsschutz erreicht. Aufgrund der Vielzahl der verschiedenen Verbundsysteme wird heute eine breite Palette von Stoffen für die Haftvermittlung eingesetzt. Technisch besonders wichtige Haftvermittler sind organisch funktionalisierte Silane (Silanhaftvermittler) und andere metallorganische Verbindungen, insbesondere Titanate und Zirkonate, außerdem verschiedene Polymere wie Polyester und Polyethylenimin.

## Mechanismen
Die Wirkungsweise von Haftvermittlern kann auf einer Vielzahl von Eigenschaften basieren. Besonders wichtig sind die Erhöhung der Benetzbarkeit der Substratoberflächen und die Möglichkeit, chemische Bindungen zwischen der Substratoberfläche und dem Bindemittel des Lacks oder Klebstoffs auszubilden. Die Haftvermittler werden entweder als Teil der Formulierung von Lacken und Klebern eingesetzt oder können separat im Rahmen der Oberflächenvorbehandlung aufgetragen werden; letzteres hat den Vorteil, dass die Haftvermittler direkt an der Grenzfläche ihre optimale Wirkung entfalten und daher in kleineren Mengen eingesetzt werden können und bessere Haftwerte erreichen.

## Vorbehandlung der Substratoberflächen
Damit Haftvermittler optimal wirken können, müssen die Substratoberflächen sauber und ausreichend reaktiv sein. Für die Reaktion mit Haftvermittlern werden in den meisten Fällen COOH- oder OH-Gruppen benötigt. OH-Gruppen finden sich auf praktisch allen unedlen Metallen, weil sie an der Atmosphäre eine Oxidschicht ausbilden, sowie auf Glas. Da diese Gruppen auch mit anderen Stoffen aus ihrer Umgebung reagieren, verlieren sie mit der Zeit ihre Reaktivität. Für den Aufbau eines guten Haftverbundes muss die Oberfläche daher vor der Anwendung der Haftvermittler aktiviert werden, z. B. durch Beizen, Schleifen oder Strahlen. Besonders gute Haftgründe können durch vorherige Beschichtung mit Siliciumdioxid z. B. durch PVD, CVD oder Flammenbeschichtung erzeugt werden; letztere können auch bei Materialien wie Kunststoffen oder Holz verwendet werden. Bei Kunststoffen kann die Aktivierung auch durch eine oxidierende Behandlung wie Plasmaverfahren, Beflammung oder Gasphasenfluorierung erfolgen.

## Polyolefinische Haftvermittler
Die häufigsten eingesetzten Haftvermittler in der Kunststoffindustrie sind modifizierte Polyolefine. Meistens wird dazu ein Polyolefin so modifiziert, dass dieses vorher unlösliche Polyolefin in organischen Lösungsmitteln löslich ist. Zur Modifikation wird hauptsächlich Chlor und Maleinsäureanhydrid eingesetzt, die sogenannten Chlorierte Polyolefine (CPO). Diese Technik wurde in den 1960er Jahren entwickelt. In den 1990er Jahren wurde versucht, das Chlor durch Acryl zu ersetzen, die sogenannten APOs.
Die polyolefinischen Haftvermittler selber reagieren meistens nicht mit dem Substrat, nur über das Maleinsäureanhydrid kann eine Reaktion erfolgen.
Ca. 500 Tonnen dieser Haftvermittler werden weltweit im Jahr verarbeitet. Das Hauptanwendungsgebiet ist die Lackierung von Kunststoffteilen in der Automobilindustrie.

## Silanhaftvermittler

Mechanismus eines Silanhaftvermittlers. Im Beispiel wird als Substrat Stahl gezeigt, der durch Abscheidung einer frischen Siliziumdioxid-Schicht aktiviert wurde. Der Haftvermittler wird durch Kondensationsreaktionen auf der Substratoberfläche verankert, mit seiner Aminofunktion bindet er kovalent an den anschließend aufgebrachten Epoxidharzlack.

Haftvermittler dieser Substanzgruppe werden vor allem bei Verbünden aus einem anorganischen Substrat mit einem organischen Material eingesetzt. Sie kamen erstmals großtechnisch bei der Herstellung von Glasfaserverstärkten Kunststoffen (GFK) zum Einsatz. In der Regel haben sie die allgemeine Form R-SiX3, wobei R einen organisch funktionalisierten Rest und X eine hydrolysierbare Gruppe (meist Alkoxygruppen, seltener auch –Cl) bezeichnet. Durch Hydrolysereaktionen mit Wasser bilden sie daher Silanole der Form R-Si(OH)3. Mit anorganischen Materialien, die an der Oberfläche OH- oder COOH-Gruppen aufweisen, können Silanole Kondensationsreaktionen (unter Wasserabspaltung) eingehen und so einen stabilen Verbund durch chemische Bindungen bilden (siehe Abbildung); idealerweise werden die Si-Atome dabei über alle drei OH-Gruppen in die Substratoberfläche eingebunden. Alternativ können die eingesetzten Silanhaftvermittler auch direkt mit den chemischen Gruppen an der Oberfläche reagieren, wobei die Kondensationsreaktion dann unter Abspaltung des Alkohols bzw. von HCl erfolgt. Die organische Gruppe des Silans erlaubt eine Anbindung an das Bindemittel des Lacks oder Klebstoffs; im Idealfalle erfolgt dies durch eine neu gebildete kovalente Bindung. Die organische Gruppe R besteht in der Regel aus einem Spacer (meist einer Propylkette) und einer funktionellen Gruppe; letztere sollte spezifisch für das Bindemittel der organischen Schicht sein. Viel verwendete Funktionen sind Vinyl-, Methacrylsäure-, Epoxy-, Amino-, Harnstoff- oder Thiol-Gruppen.

## Andere metallorganische Haftvermittler
Vor allem bei Druckfarben werden häufig Zirkonate und Titanate sowie Zirkon-Aluminate eingesetzt. Die wichtigsten Verbindungen sind hierbei Titantetraisopropylat und Zirkontetrabutylat, seltener werden auch Chelate wie Titanacetylacetonat eingesetzt. Ähnlich wie die organisch funktionalisierten Silane können diese Verbindungen hydrolysieren und mit OH- und COOH-Gruppen an den Substratoberflächen reagieren. Bei Anwendungen auf Kunststoffen oder Metallen sind daher die gleichen Vorbehandlungen der Substratoberflächen wie bei Anwendung von organisch funktionalisierten Silanen notwendig. Im Gegensatz zu den Silanen sind speziell an die organische Schicht angepasste funktionelle Gruppen aber unüblich, stattdessen binden Titanate und Zirkonate direkt an OH- und COOH-Gruppen des Bindemittels; hierbei spielt auch ihre im Vergleich zu den Silanen höhere Reaktivität eine Rolle.

## Anwendungsbereiche

### Automobilbau
In der Automobilindustrie werden Scheiben mittels Klebstoffen auf Polyurethane-Basis (kurz: PUR) eingeklebt. Die Scheiben werden dazu im Vorfeld automatisiert gereinigt und mittels eines Primers bzw. Haftvermittlers für den Klebstoffauftrag vorbereitet. Anschließend kann der Klebstoff mittels eines Industrieroboters in Kombination mit einem entsprechenden Applikationssystem aufgetragen werden.

### Metallbau bzw. Leichtbau
Vor der Verklebung von metallisch blanken, oxidierten oder phosphatierten Metalloberflächen wird ein Primer aufgetragen, gegebenenfalls auch als Korrosionsschutz.

### Zahnmedizin
Auch in der Zahnmedizin werden Haftvermittler eingesetzt: Eine Kunststoffschicht verbindet dabei die Zahnsubstanz mit dem Füllmaterial.

### Metall-Kunststoff-Verbund
Zum Verbinden von metallischen Folien oder Blechen mit Kunststoffen (etwa beim Metallfolienhinterspritzen) werden Haftsysteme in Form von Haftlacken oder Haftfolien eingesetzt.